# Wapen van Kaag en Braassem

Wapen van Kaag en Braassem

Het wapen van Kaag en Braassem werd op 17 augustus 2009 aan de op 1 januari 2009 ontstane Zuid-Hollandse gemeente Kaag en Braassem toegekend. De vorming van de gemeente werd op 19 juni 2008 bij wet vastgesteld. De gemeente is ontstaan uit de gemeenten Alkemade en Jacobswoude, het wapen is op diens beurt samengesteld uit elementen van de beide gemeenten.

## Geschiedenis
De Zuid-Hollandse gemeente Kaag en Braassem werd bij wet op 19 juni 2008 gestart. Op 1 januari 2009 fuseerden de gemeentes Alkemade en Jacobswoude tot de nieuwe gemeente Kaag en Braassem. Op 24 maart 2009 vroeg de burgemeester van de gemeente bij de Hoge Raad van Adel om een advies aangaande een nieuw gemeentewapen uit te brengen, wat op 28 april gegeven werd. Als advies werden er twee ontwerpen aan de gemeenteraad voorgelegd:
1. Een wapen gebaseerd op het wapen van Alkemade: een leeuw staande voor een blauwe dwarsbalk en vergezeld door een rode Wassenaar, gezichtswassenaar en een ruit. Het zou hier de historisch correcte kleur betreffen.
2. Een wapen gebaseered op het wapen van Jacobswoude: een blauw schild met daaroverheen vijf rode ruiten, met daaroverheen het oude wapen van Alkemade. Boven de dwarsbalk twee gouden wassenaars en onder de dwarsbalk een gouden gezichtswassenaar. Wel is in dit ontwerp de leeuw op het hartschild gecorrigeerd: de nagels zijn op het familiewapen goud en op het oude wapen van Alkemade waren de nagels zwart. Met dit ontwerp komt het wapen van Alkemade in zijn geheel en het wapen van Jacobswoude in gewijzigde vorm geheel terug.[1]

De gemeente gaf de voorkeur aan het oude wapen van Jacobswoude met de bijbehorende kroon. Jacobswoude heeft deze kroon op zijn beurt van het wapen van Woubrugge gekregen.

## Blazoenering
De blazoenering van het wapen van Kaag en Braassem luidt als volgt:
In azuur een dwarsbalk van goud, beladen met vijf ruiten van keel, vergezeld boven van twee wassenaars en beneden van een gezichtswassenaar, alles van goud, en in een hartschild van zilver een leeuw van sabel, getongd en genageld van goud, gekroond met een gouden kroon van acht parels waarop drie parels. Het schid gedekt met een kroon van vijf bladeren.
Het wapenschild is blauw van kleur met daaroverheen een gouden dwarsbalk. Deze dwarsbalk is op zijn beurt beladen met vijf rode ruiten. Over de drie middelste ruiten is een zilveren hartschild geplaatst waarop een zwarte leeuw staat. Deze leeuw is gekroond door een gouden kroon met op de rand acht parels, de buitenste twee en de middelste twee dragen nog eens in totaal drie parels. Boven de dwarsbalk staan twee gouden wassenaars (halve manen) en onder de dwarsbalk nog een met een gezicht. De drie wassenaars zijn allen gekanteld waardoor de opening naar boven wijst. Het schild is gekroond door een gouden kroon bestaande uit vijf fleurons of bladeren.

## Vergelijkbare wapens
De volgende wapens kunnen, op historische gronden, vergeleken worden met het wapen van Kaag en Braassem:

Wapen van Jacobswoude
Wapen van Woubrugge
Wapen van Rijnsaterwoude
Wapen van Leimuiden
Het wapen van Alkemade

Alblasserdam
· Albrandswaard
· Alphen aan den Rijn
· Barendrecht
· Bodegraven-Reeuwijk
· Capelle aan den IJssel
· Delft
· Den Haag
· Dordrecht
· Goeree-Overflakkee
· Gorinchem
· Gouda
· Hardinxveld-Giessendam
· Hendrik-Ido-Ambacht
· Hillegom
· Hoeksche Waard
· Kaag en Braassem
· Katwijk
· Krimpen aan den IJssel
· Krimpenerwaard
· Lansingerland
· Leiden
· Leiderdorp
· Leidschendam-Voorburg
· Lisse
· Maassluis
· Midden-Delfland
· Molenlanden
· Nieuwkoop
· Nissewaard
· Noordwijk
· Oegstgeest
· Papendrecht
· Pijnacker-Nootdorp
· Ridderkerk
· Rijswijk
· Rotterdam
· Schiedam
· Sliedrecht
· Teylingen
· Vlaardingen
· Voorne aan Zee
· Voorschoten
· Waddinxveen
· Wassenaar
· Westland
· Zoetermeer
· Zoeterwoude
· Zuidplas
· Zwijndrecht

Dorpswapens: Heerjansdam
· Maasland
· Scheveningen
· Schipluiden